# Staatliches Fernheiz- und Elektrizitätswerk

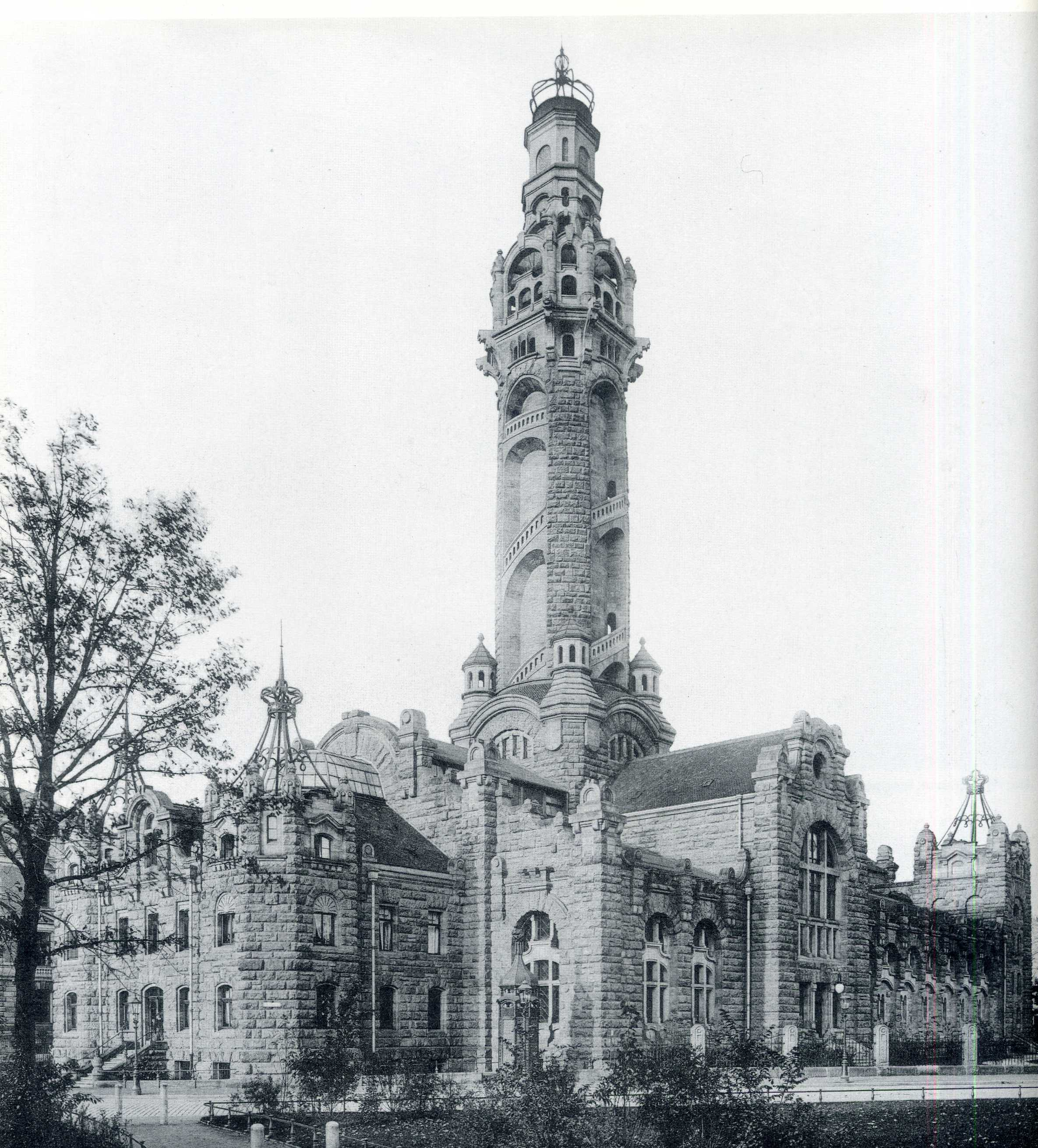
Fernheiz- und Elektrizitätswerk

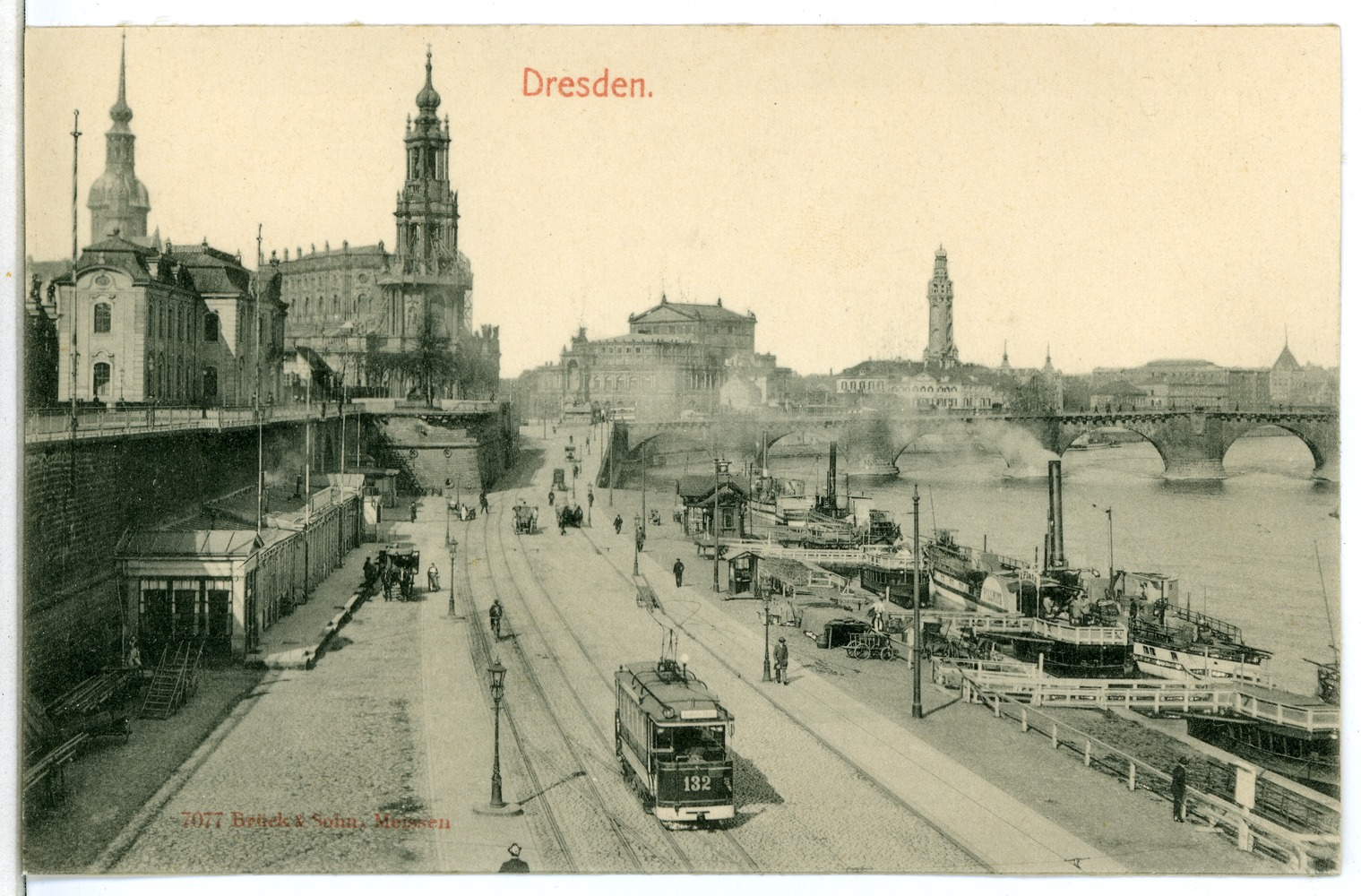
Postkartenmotiv des Terrassenufers, unter anderem mit dem Hausmannsturm (Residenzschloss), der Katholischen Hofkirche, der Semperoper und dem Kraftwerk (1906)

Das Staatliche Fernheiz- und Elektrizitätswerk war ein Heizkraftwerk in Dresden. Es befand sich bis zur Sprengung und endgültigen Abtragung im Jahr 1978 westlich des (durch die Luftangriffe auf Dresden am 13. Februar 1945 zerstörten) Hotels Bellevue und nordwestlich der Semperoper an der Großen Packhofstraße (ungefähr am Standort des heutigen, quadratischen Funktionsgebäudes auf der Rückseite des Opernhauses an der Ecke Terrassenufer/Bernhardt-von-Lindenau-Platz).

## Geschichte
Im Januar 1895 beschlossen König Albert und seine Minister, eine Heizungsanlage in die bis dahin unbeheizte Katholische Hofkirche einzubauen. Ein erstes Projekt für die Beheizung mit Kohle wurde durch den Oberbaurat Julius Temper am 8. Juni 1895 aus brandschutztechnischen Erwägungen verworfen. Temper brachte daraufhin die Idee ein, die Wärmeerzeugungsanlage außerhalb der Hofkirche zu errichten und die Wärme mit einer Dampfleitung zur Kirche zu transportieren. Dieses Projekt wurde 1896 als 25. Königliches Dekret dem Sächsischen Landtag vorgelegt. Von den Abgeordneten wurde es als wünschenswert, aber nicht unbedingt dringend, zu den Akten gelegt. Im November 1897 wurde das jetzt besser begründete Projekt als 27. Königliches Dekret vom Landtag bewilligt; das Fernheiz- und Elektrizitätswerk sollte nach der überarbeiteten Planung zur Versorgung von insgesamt 18 staatlichen Gebäuden in seinem Umfeld mit Elektroenergie und Fernwärme dienen, darunter:
- die Zoll- und Steuerdirektion (westlich des Fernheiz- und Elektrizitätswerkes, heute Standort des Sächsischen Landtags)
- das Opernhaus
- die Gemäldegalerie und der Zwinger
- die Hofkirche
- das Residenzschloss
- das Ständehaus
- das Johanneum
- die Bibliothek
- die Kunstakademie
- das Alte Polizeigebäude (Coselpalais)
- das Belvedere
- das Albertinum
- das Polizeipräsidium
- das Landhaus

Auch in Bezug auf die anderen historischen Gebäude und die in ihnen aufbewahrten Kunstwerke ist die zentrale Energieversorgung als eine Maßnahme des Brandschutzes zu sehen; das Opernhaus hatte zuvor 24 einzelne Feuerstellen bzw. Öfen. Eine Fernwärme-Versorgung in diesem Umfang und in dieser räumlichen Ausdehnung war weitgehend technisches Neuland und bedurfte einer intensiven Vorplanung.
Zunächst wurde in der staatlichen Bauverwaltung unter der Leitung von Temper ein technischer Vorentwurf erarbeitet; dann wurde ein Architekturwettbewerb ausgelobt, aus dem der Entwurf der renommierten Dresdner Architekten William Lossow und Hermann Viehweger siegreich hervorging. Der Baubeginn erfolgte im Februar 1899 und im Dezember 1900 wurde die Anlage in Betrieb genommen; die Bauarbeiten am Gebäude wurden erst im März 1901 abgeschlossen. Um die Stadtsilhouette („Canaletto-Blick“) nicht zu sehr zu stören, erhielt der Industriebau eine Fassade aus Elbsandstein, ebenso wurde der erforderliche Schornstein als 60 m hoher Turmbau mit Aussichtsplattform ausgeführt. Die Baukosten für Gebäude und technische Anlagen wurden 1903 auf rund 3 Millionen Mark beziffert.
1928 ging das Heizkraftwerk in das Eigentum der Stadt Dresden über. Nach dem Bau einer Fernwärmeleitung vom Westkraftwerk an der Schweriner Straße wurde das vormalige Heizkraftwerk nur mehr als Umformerstation genutzt. Der nicht mehr benötigte Schornstein bzw. Turm wurde bis 1935 abgetragen.
Das Gebäude wurde bis 1977 vom Energieversorgungsunternehmen als Dampfverteilerstation und Funktionsgebäude genutzt. Am 31. Mai 1978 wurde es gesprengt und abgetragen. An dieser Stelle steht heute zum Teil ein moderner Bau, der als Probebühne, Funktionsgebäude und Sitz der Verwaltung genutzt wird. Ebenso wurde das Gelände durch den veränderten Straßenverlauf überbaut. Heute ist lediglich der historische Fernwärmekanal zum Schloss erhalten.

## Trivia
In den ersten Betriebsjahren verfeuerte man anlässlich der regelmäßigen Fototermine ölige Putzlappen, wodurch ein besonders „schöner“, schwarzer Rauch erzeugt wurde.